# Edward Hitchcock
Edward Hitchcock (24 de maio de 1793 - 27 de fevereiro de 1864) foi um geólogo americano e o terceiro presidente do Amherst College (1845 a 1854) .

## Vida

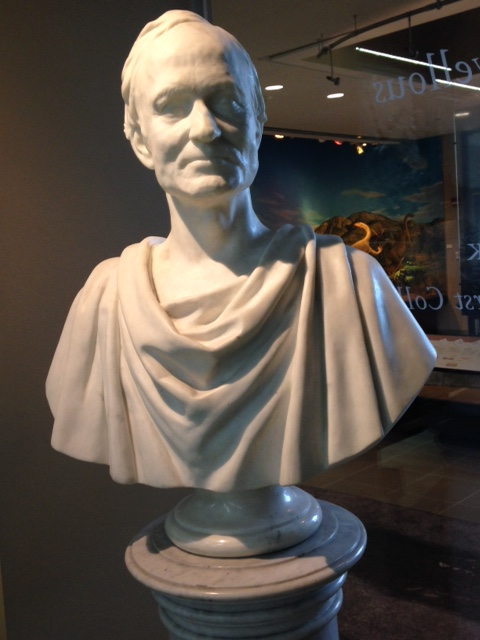
Um busto de Hitchcock no Amherst College.

Nascido com pais pobres, frequentou a recém-fundada Deerfield Academy, onde mais tarde foi diretor, de 1815 a 1818. Em 1821, ele foi ordenado como pastor congregacionalista e serviu como pastor da Igreja Congregacional em Conway, Massachusetts, 1821-25 . Ele deixou o ministério para se tornar professor de química e história natural no Amherst College. Ele ocupou o cargo de 1825 a 1845, atuando como professor de Teologia Natural e Geologia de 1845 até à sua morte em 1864. Em 1845, Hitchcock se tornou presidente do Colégio, cargo que ocupou até 1854. Como presidente, Hitchcock foi responsável pela recuperação de Amherst de graves dificuldades financeiras. Ele também é creditado por desenvolver os recursos científicos da faculdade e estabelecer sua reputação de ensino científico .
Além de suas posições em Amherst, Hitchcock era um conhecido geólogo inicial. Ele dirigiu o primeiro levantamento geológico de Massachusetts e, em 1830, foi nomeado geólogo estadual de Massachusetts (ocupou o cargo até 1844). Ele também desempenhou um papel nas pesquisas geológicas de Nova York e Vermont . Seu principal projeto, no entanto, era a teologia natural, que tentava unificar e reconciliar ciência e religião, concentrando-se na geologia. Seu principal trabalho nesta área foi The Religion of Geology and Its Connected Sciences (1851). Neste livro, ele procurou maneiras de reinterpretar a Bíblia para concordar com as mais recentes teorias geológicas. Por exemplo, sabendo que a Terra tinha pelo menos centenas de milhares de anos, muito mais antiga que os 6.000 anos postulados por estudiosos da Bíblia, Hitchcock inventou uma maneira de ler o hebraico original, de modo que uma única letra em Gênesis - um "v", significando "depois" - implicou os vastos intervalos de tempo durante os quais a Terra foi formada. Randy Moore descreveu Hitchcock como "o principal defensor da América do criacionismo de brechas baseado em catastrofismo ".
Hitchcock deixou a sua marca em paleontologia . Ele descobriu alguns dos primeiros peixes fósseis nos Estados Unidos. Ele publicou artigos sobre trilhas fossilizadas no vale de Connecticut, incluindo Eubrontes e Otozoum, que mais tarde foram associadas a dinossauros, embora acreditasse, com certa presciência, que eram feitas por gigantescos pássaros antigos. No Gabinete Ichnological de Hitchcock, ele estabeleceu uma coleção notável de pegadas fósseis. Seu filho, Edward "Doc" Hitchcock, nomeou um dos primeiros dinossauros descobertos na América do Norte e nos Estados Unidos, Megadactylus polyzelus . Mais tarde, foi reclassificado como o espécime tipo de Anchisaurus polyzelus (ACM 41109), um prosaurópode . Este botânico é indicado pela abreviação de autor E.Hitchc. ao citar um nome botânico .
Como ele tinha investigado o lago geológico que uma vez tinha enchido a Bacia do Rio Connecticut, este lago préhistórico foi nomeado depois dele.  Também porque ele tinha feito inventigações geológica no Holyoke Range, uma das montanhas, o Monte Hitchcock, foi nomeado depois dele.
Ele foi eleito membro da Academia Americana de Artes e Ciências em 1834. De 1856 a 1861, Hitchcock foi o geólogo estadual de Vermont.
Suas coleções, busto e retrato podem ser vistos no Museu de História Natural do Amherst College . Os Arquivos e Coleções Especiais de Amherst mantêm seus documentos.
Em 1821, ele se casou com Orra White, uma das primeiras ilustradoras botânicas e científicas dos EUA. As duas trabalharam juntas, e ela contribuiu com mais de 1.000 ilustrações para suas muitas publicações científicas .

## Quadro paleontológico

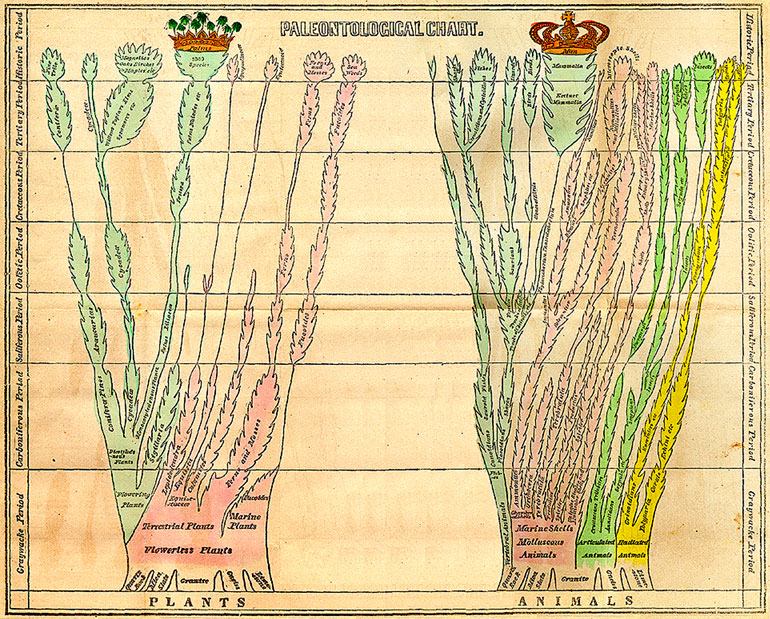
Quadro paleontológico dobrável de Edward Hitchcock em Geologia Elementar (1840)

Ele inseriu um gráfico paleontológico em sua Geologia Elementar (1840). Ele mostra um diagrama de ramificação do reino vegetal e animal em um contexto geológico. Ele se referiu a isso como uma árvore. Essa " árvore da vida " é a primeira versão conhecida que incorpora informações paleontológicas e geológicas.
Hitchcock era um defensor do criacionismo de brechas . Hitchcock via Deus como o agente da mudança. Ele rejeitou explicitamente a evolução e uma criação religiosa de seis dias . Ele percebeu que novas espécies foram introduzidas por uma Deidade no momento certo na história da Terra. O gráfico está presente em todas as edições entre 1840 e 1859. Depois que Charles Darwin (1859) publicou seu livro Sobre a origem das espécies, uma imagem da árvore da vida foi geralmente interpretada como uma árvore evolucionária. Na edição de 1860 da Elementary Geology, Hitchcock baixou o gráfico. Em 1863, Hitchcock escreveu um artigo no qual criticou a teoria da seleção natural de Darwin. Após sua morte em 1864, seu filho Charles Henry Hitchcock (1836–1919) publicou uma nova edição (1870) também sem um mapa paleontológico. Charles então publicou livros e artigos de sua autoria.

## Livros
- Geologia do vale de Connecticut (1823)
- "Retrospecção: Um sermão entregue em Amherst, MA, no final do período da primavera". 13 de maio de 1823. Northampton, MA: Sylvester Judd, Jr., 1823.
- Catálogo das Plantas a vinte milhas de Amherst (1829)
- Elementary Geology, 1840. (31 edições)
- A religião da geologia e suas ciências conectadas (1851)
- Dispepsia impedida e resistida, ou, palestras sobre dieta, regime e emprego
- Palestras sobre os Fenômenos Peculiar das Quatro Estações (1850)
- Relatórios sobre a geologia de Massachusetts (1833, 1835, 1838, 1841)
- Esboço da geologia do globo e dos Estados Unidos em particular com esboços de fósseis americanos característicos (1853)
- Ilustrações de Geologia de Superfície (1857)
- Reminiscências do Amherst College (1863)